# Thrips alysii
Thrips alysii är en insektsart som beskrevs av Ian A. Hood 1954. Thrips alysii ingår i släktet Thrips och familjen smaltripsar. Inga underarter finns listade i Catalogue of Life.